# Guido Beck de Ramberga
Monseñor Guido Benedikt Beck (Ramberga, Palatinado Renano, 9 de diciembre de 1885-Villarrica, 5 de marzo de 1958) fue un sacerdote misionero de origen alemán, perteneciente a la Orden de los Hermanos Menores Capuchinos y prefecto apostólico de la Araucanía.

## Biografía
Guido Benedikt Beck nació el 9 de diciembre de 1885 en Ramberga, en el estado de Renania-Palatinado, del entonces Reino de Baviera, al sur de la actual Alemania. Pasó su juventud en la ciudad de Kaiserslautern. Después de sus estudios secundarios, ingresa en la Orden de los Hermanos Menores Capuchinos en Burghausen, siendo enviado luego al monasterio de Laufen, en la Alta Baviera, para continuar su formación en el noviciado. Una vez terminado este período de formación inicial, Guido emite los votos temporales el 22 de julio de 1905. Comienza los estudios eclesiásticos de filosofía y teología como preparación para las órdenes sagradas. Realiza su profesión perpetua el 22 de agosto de 1909 y recibe la ordenación sacerdotal el 29 de junio de 1910. Celebró su primera misa en la iglesia de Santa María de Kaiserslautern, su ciudad natal. Fue enviado al monasterio capuchino de San Ingberto, en su diócesis natal de Espira, donde permaneció dos años. Al poco tiempo siente el deseo de convertirse en misionero siguiendo el ejemplo de muchos de sus hermanos capuchinos bávaros, por lo que decide pedir permiso para viajar al sur de Chile. Es designado a la Prefectura Apostólica de la Araucanía. Llega a la ciudad de Valdivia el 29 de enero de 1912.

## Llegada a La Araucanía
Una vez en Chile trabaja dos años en la ciudad de Padre Las Casas y nueve meses en Valdivia, adquiriendo los conocimientos del Mapudungún, lengua indígena del Pueblo Mapuche, lo cual era requisito indispensable para el trabajo misionero. Después fue enviado a la ciudad de Cunco para continuar su labor evangelizadora.
Luego de trece años como misionero en el sur de Chile, es nombrado prefecto apostólico de la Araucanía el 20 de enero de 1925, fiesta de San Sebastián, sucediendo así al P. Bucardo María de Röttingen. El 28 de marzo de 1928, el Papa Pío XI erige el Vicariato apostólico de la Araucanía, sustituyendo así la antigua prefectura apostólica, y nombra al padre Guido Beck de Ramberga como primer vicario apostólico de la Araucanía y Obispo Titular de Mástaura en Asia. Fue consagrado obispo por el Nuncio Apostólico en Chile, arzobispo Ettore Felici, el 5 de agosto del mismo año en la Catedral Metropolitana de Santiago de Chile; fueron co-consagradores el obispo misionero austriaco y administrador apostólico de Valdivia, Augusto Klinke Leier, y el vicario castrense de Chile, Rafael Edwards Salas. A la consagración episcopal asistieron figuras políticas importantes de la época, incluyendo el embajador alemán y una importante delegación de mapuches de la Araucanía.

## Labor apostólica
En su labor como vicario apostólico, el obispo Beck se preocupó especialmente de tres cuestiones principales: proteger a la población indígena de los terratenientes de la época, formar un clero nativo y mejorar la educación. Funda un seminario diocesano, 200 escuelas primarias, numerosos talleres de formación y escuelas agrícolas, varias escuelas de economía doméstica para niñas, una escuela de magisterio (docencia), tres hospitales y 39 centros de primeros auxilios. El 17 de febrero de 1928 concede el permiso diocesano a la Congregación de Hermanas Misioneras Catequistas, fundada por el sacerdote capuchino Wolfgang de Kochel en 1926. Es reconocido por su fuerte apoyo a la organización de la Unión Araucana, agrupación que promueve la conformación de una sociedad mapuche más proclive a la modernización de las costumbres, la integración a la sociedad chilena, la defensa del Pueblo Mapuche en relación con los terrenos, la cual además buscaba erradicar la poligamia y cristianizar los antiguos ritos mapuches, integrando los guillatunes y algunas celebraciones católicas. Por todo esto, en el año 1955, la Conferencia Episcopal Sudamericana declaró al Vicariato Apostólico de la Araucanía como la misión mejor organizada de Sudamérica. 

## Misión en Valdivia

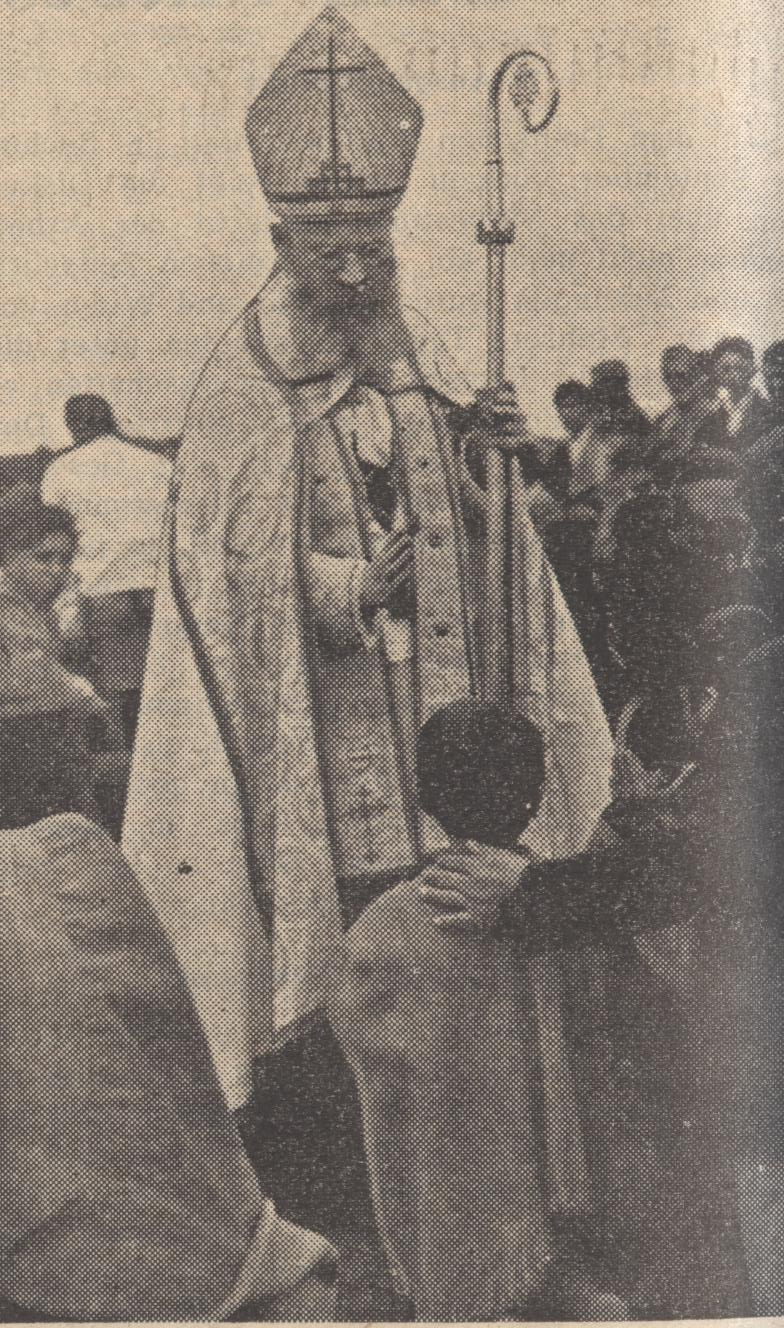
El obispo Beck impartiendo la Confirmación a un niño mapuche

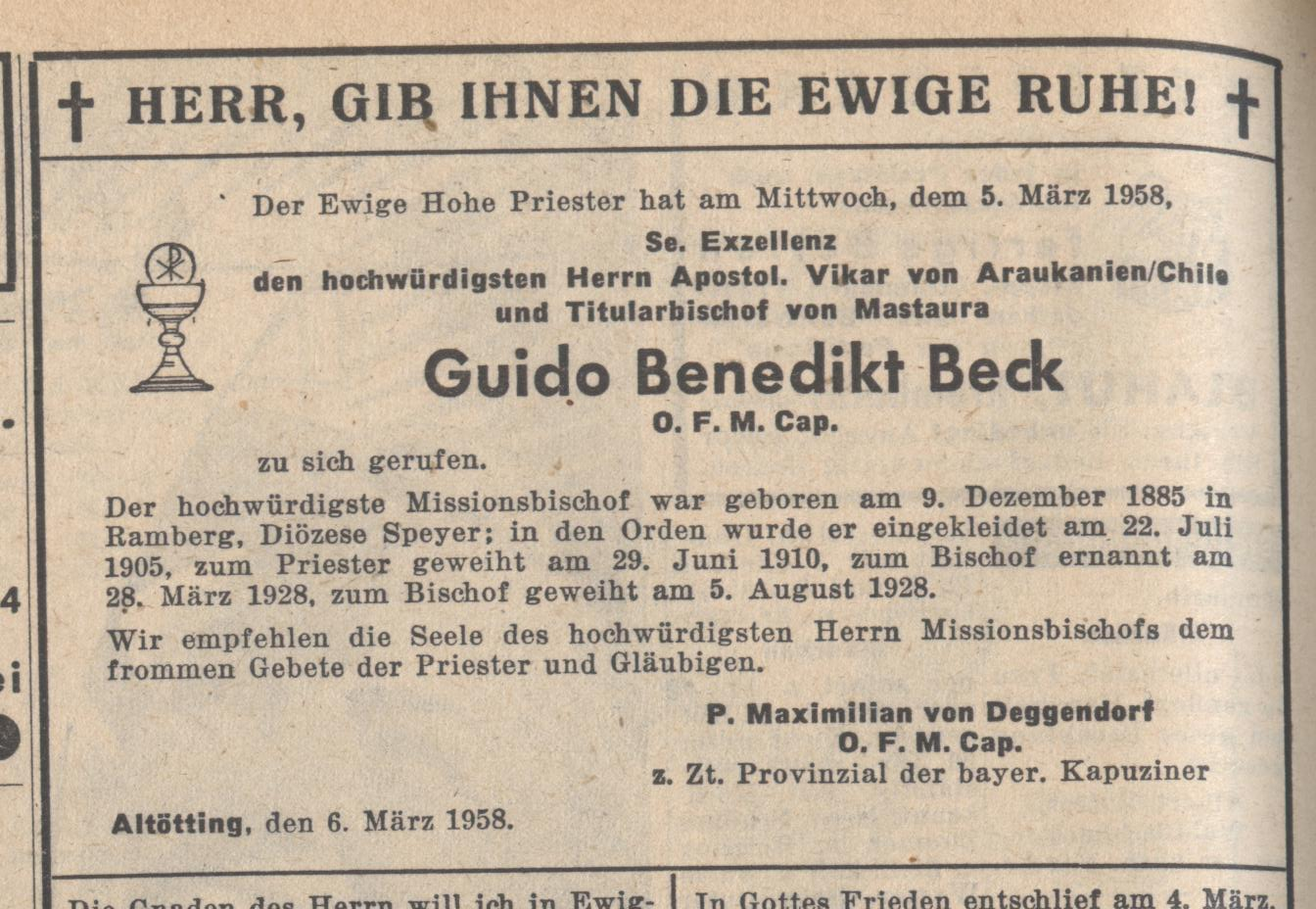
Obituario del obispo Beck, de "Der Pilger", periódico diocesano de Speyer.

El 25 de octubre de 1928 fue nombrado administrador apostólico de Valdivia, culminando su trabajo en la joven diócesis el año 1932, con la realización del V Congreso Nacional Eucarístico.
Durante la época nazi, Mons. Beck tuvo que soportar muchos abusos e insultos por parte de numerosos chileno-alemanes. También fue espiado por sus declaraciones. Sin embargo, no olvidó su antigua patria y organizó inmediatamente una campaña de ayuda a gran escala para la sufrida población alemana en Chile tras la Segunda Guerra Mundial. 
El año 1948, Mons. Guido traslada la sede del Vicariato, desde San José de la Mariquina a Villarrica, lugar en el cual mandó construir la Iglesia Catedral dos años antes. 
Mons. Guido visitó su patria tres veces y siempre pudo reclutar misioneros que le apoyaran. El 18 de junio de 1950, celebró su 40 aniversario como sacerdote en la ciudad de Kaiserslautern, en Renania-Palatinado, y confesó en esta -su última- visita a casa: "¡Sigo siendo un Ramberger de alma y corazón!". Poco antes había sido recibido en Roma por el Papa Pío XII quien le preguntó de dónde venía, él respondió: "De la 'gran' ciudad de Ramberg, en el Palatinado renano". El Papa respondió espontáneamente: "¡Baviera y el Palatinado, Dios no lo quiera!". En su 25 aniversario como obispo, en 1953, el Pontífice le envió felicitaciones manuscritas y el embajador alemán en Chile le entregó una carta personal de felicitación del Presidente Federal Theodor Heuss.5 de agosto de 1928

Debido a su ardua labor apostólica, y cuando sus fuerzas declinaban por el pasar de los años, pidió un coadjutor a la Santa Sede, y es así como en el año 1956 se nombra al padre Guillermo Hartl de Laufen coadjutor del Vicariato con derecho a sucesión. A partir de este año, la salud del obispo Beck empeoró notablemente. Un día antes de su muerte, dijo a los fieles en la capilla episcopal: "Vuestro obispo está ya viejo y enfermo y pronto morirá. Debéis rezar por él. Él no os olvidará desde arriba". A la mañana siguiente, 5 de marzo de 1958, Mons. Guido Beck sufrió un ataque de apoplejía hacia las 8 de la mañana, cuando acababa de vestirse, y murió a consecuencia de ello. En presencia de numerosos dignatarios religiosos y laicos -incluso de la embajada alemana-, el Nuncio Apostólico realizó los exequias. En representación del gobierno chileno, el gobernador de la provincia de Villarrica dijo:
«En nombre de Chile, mil gracias por la semilla que has sembrado en este país, mil gracias por todo el bien que nos has hecho a los chilenos. La tierra que te vio nacer y la tierra que ahora te acoge se estremecen por igual en este momento...».
El provincial de la Orden de los Hermanos Menores Capuchinos en Alemania publica una nota de defunción en el periódico para comunicar a los fieles el sensible fallecimiento del misionero y obispo alemán.
Mons. Guido Beck de Ramberga fue enterrado en la Catedral de Villarrica, donde tenía su sede el vicariato. La actual Diócesis de Villarrica se estableció allí en 2001. El sucesor directo de Mons. Beck como vicario apostólico fue su obispo auxiliar y coadjutor (desde 1956), el capuchino Guillermo Hartl de Laufen, proveniente de una ciudad de la Alta Baviera, a quien a su vez le sucedió Sixto José Parzinger Foidl, período en el cual se elevó el vicariato a diócesis regular.

La jurisdicción de Mons. Beck incluía también la Isla de Pascua, que visitó varias veces, pues allí había un puesto misional con una estación de leprosos a cargo del conocido sacerdote capuchino bávaro Sebastián Englert.

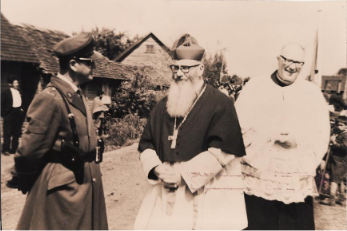
Mons. Guido Beck junto a autoridades civiles